# Верушев
Верушев (пол. Wieruszew) — село в Польщі, у гміні Казімеж-Біскупи Конінського повіту Великопольського воєводства. Населення — 403 особи (2011).
У 1975—1998 роках село належало до Конінського воєводства.

## Демографія
Демографічна структура станом на 31 березня 2011 року:
|          | Загалом | Допрацездатний вік | Працездатний вік | Постпрацездатний вік |
| -------- | ------- | ------------------ | ---------------- | -------------------- |
| Чоловіки | 207     | 50                 | 148              | 9                    |
| Жінки    | 196     | 42                 | 136              | 18                   |
| Разом    | 403     | 92                 | 284              | 27                   |